# Plagithmysus newelli
Plagithmysus newelli là một loài bọ cánh cứng trong họ Cerambycidae.